# Brüder Grimm-Haus
Koordinaten: 50° 18′ 43,8″ N, 9° 27′ 33,7″ O

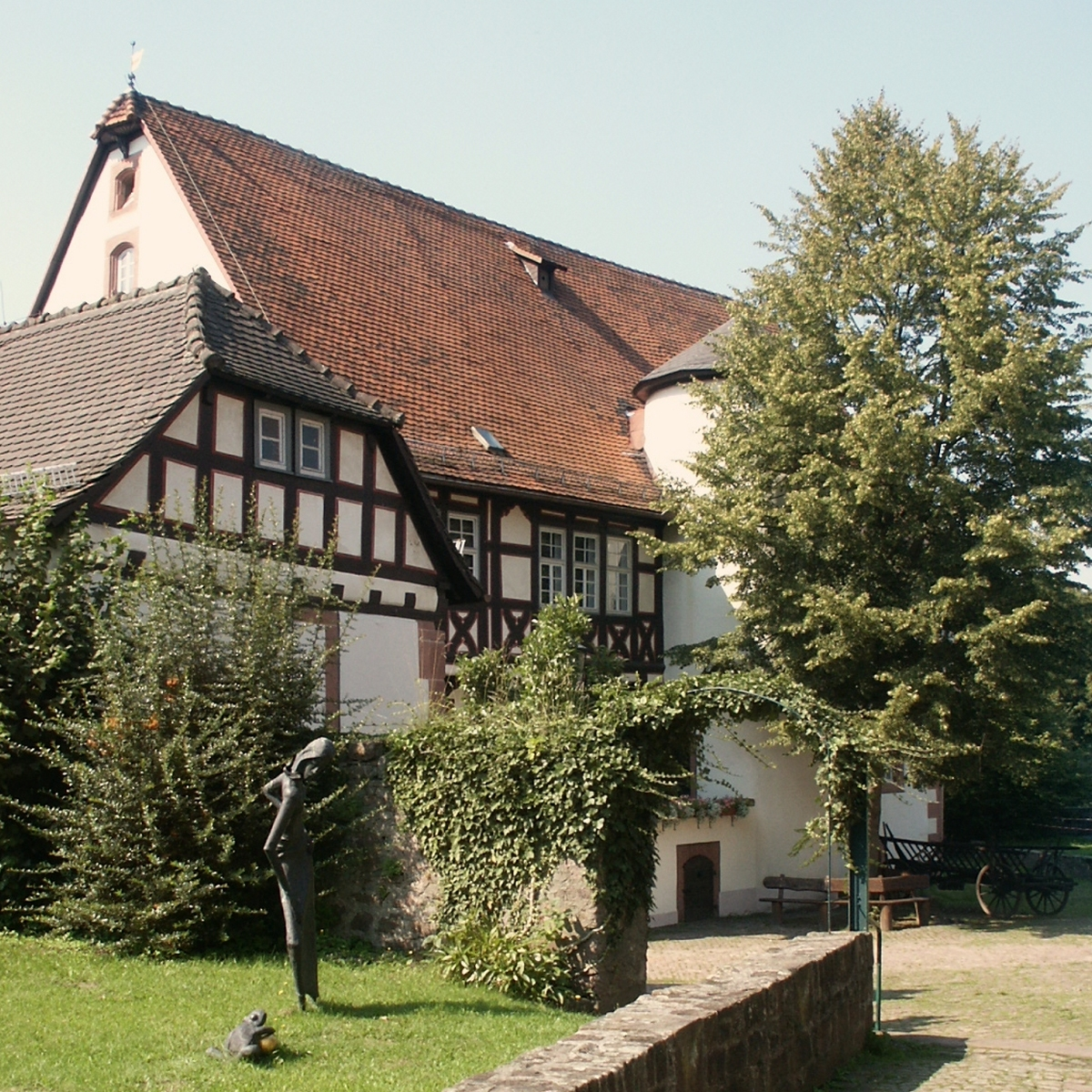
Brüder Grimm-Haus in Steinau an der Straße, mit Froschkönig-Skulptur

Das Brüder Grimm-Haus ist ein Museum in der osthessischen Stadt Steinau an der Straße, das 1998 gemeinsam von der Stadt Steinau und der Brüder Grimm-Gesellschaft gegründet wurde.
Es befindet sich in dem ehemaligen Amtshaus von Steinau und ist eines der größten und wichtigsten Museen, die sich mit den Brüdern Grimm und ihrem Wirken befassen.

## Geschichte
Das Amtshaus-Gebäude wurde während der Renaissance-Zeit im Jahr 1562 gebaut. Es war Teil einer Hofanlage, zu der unter anderem eine Remise und eine größere Amtshofscheune gehörten. Der Amtshof und das Amtshaus wurden als regionaler Verwaltungssitz von Amtmännern genutzt, die jeweils im Dienst standen von anfangs der selbständigen Grafschaft Hanau-Münzenberg bzw. zwischenzeitlich von 1642 bis 1685 der Grafschaft Hanau, später ab 1736 der dann wiedervereinigten Grafschaft Hanau im Reichsfürstentum Landgrafschaft Hessen-Kassel.
Der Jurist und Vater der Brüder Grimm, Philipp Wilhelm Grimm (1751–1796) war seit 1778 in verschiedenen Verwaltungspositionen in Hanau tätig und wurde 1791 zum Amtmann der hanauischen Ämter Schlüchtern und Steinau bestellt. Dies hatte den Umzug von Philipp Wilhelm Grimm und seiner Ehefrau Dorothea Grimm (geborene Zimmer, 1755–1808) mit ihren damals fünf Kindern nach Steinau an der Straße zur Folge, wo die Familie Grimm den Amtshof und das Amtshaus bewohnte.
Die Wohn- und Aufenthaltsräume befanden sich im Erdgeschoss des Amtshauses. Im Obergeschoss hatte der Amtmann Philipp Wilhelm Grimm seine Diensträume. Philipp Wilhelm Grimm war der oberste Verwaltungsbeamter sowie der Richter und der Notar der Ämter Schlüchtern und Steinau, deren Gebiet etwa dem Großteil des späteren Landkreises Schlüchtern entspricht (1974 im heutigen Main-Kinzig-Kreis aufgegangen).
Die Brüder Grimm, Jacob Grimm (1785–1863) und Wilhelm Grimm (1786–1859), verbrachten im Steinauer Amtshaus zusammen mit ihren drei weiteren Brüdern und ihrer einzigen, in Steinau geborenen Schwester Charlotte Grimm (1793–1833) in der Zeit von 1791 bis 1796 ihre Kindheit. Während die Mutter, Dorothea Grimm, für die Haushaltsführung zuständig war, oblag die kulturelle Bildung der Brüder Grimm, wie bereits zuvor in Hanau, dem Vater sowie der verwitweten Tante, Juliane Charlotte Friederike Schlemmer (geborene Grimm, 1735–1796).
„Tante Schlemmer“, wie die Brüder Grimm sie nannten, war die älteste und kinderlose Schwester von Philipp Wilhelm Grimm. Bereits wenige Wochen nach dem Umzug seiner Familie zog sie ebenfalls in das Amtshaus ihres Bruders in Steinau ein und lebte fortan mit im Familienverband, wo sie vor allem als Hauslehrerin und Erzieherin der Brüder Grimm wirkte. Sie kümmerte sich auch um die Bestellung des Feldes und die Pflege des Gartens.

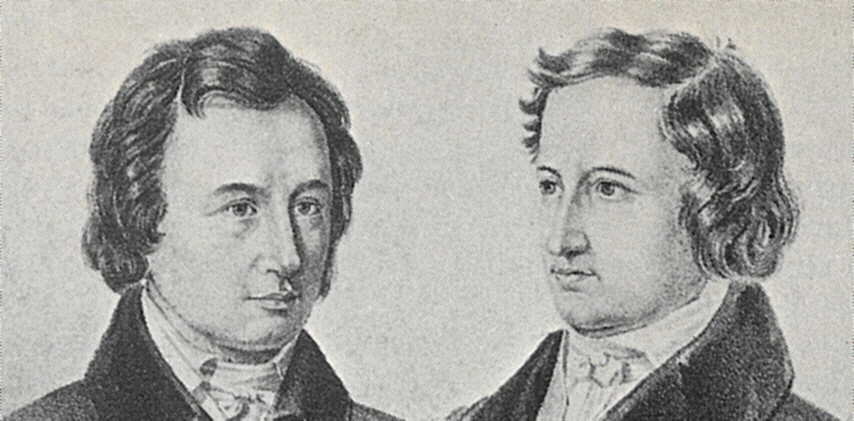
Die Brüder Grimm (links Wilhelm Grimm, rechts Jacob Grimm)

Die Brüder Grimm besuchten die Reformierte Schule in der Nähe des Steinauer Rathauses, wo sie von dem Stadtpräzeptor Johann Georg Zinckhan (1739–1804) „Unterricht in der Violine, Klavier, Rechnen, Religion und Lateinisch“ erhielten.
Die Familie Grimm musste nach dem Tod von Philipp Wilhelm Grimm im Januar 1796 das Amtshaus verlassen und zog in das Huttische Spital in Steinau um, wo Juliane Charlotte Friederike Grimm im Dezember 1796 starb. 1798 verließen Jacob und Wilhelm Grimm Steinau und kamen in die Obhut ihrer mutterseitigen Tante, Henriette Philippine Zimmer (1748–1815), nach Kassel, wo sie das dortige Lyzeum besuchten.
Nach weiterer Nutzung des Steinauer Amtshauses als Verwaltungssitz des jeweils bestellten Amtmannes diente das Gebäude in neuerer Zeit bis 1975 als Amtsgericht. Danach wurde es von verschiedenen Ämtern der Steinauer Stadtverwaltung sowie von Vereinen genutzt.
Ende der 1990er-Jahre stellte die Stadt das ehemalige Amtshaus für die Einrichtung einer Gedenkstätte an die Brüder Grimm zur Verfügung (→ #Museum Brüder Grimm-Haus Steinau).
In der ehemaligen Amtshofscheune, die dem Amtshaus direkt gegenüberliegt, befindet sich das 2005 eröffnete Museum Steinau …das Museum an der Straße, mit dem das Brüder Grimm-Haus kooperiert.

## Architektur des Gebäudes
Das ehemalige Amtshaus, das heute den Namen Brüder Grimm-Haus trägt, ist ein stattlicher Renaissance-Bau mit steinernem Sockel und einem Obergeschoss, das zum Hof hin mit einem reichen Schmuckfachwerk verziert worden ist. Das Gebäude wurde in eine angelegte Hofanlage eingebettet, die von einer Mauer umgeben ist.
Das Sockelgeschoss des Baus ist durch zahlreiche, profilierte Segmentbogenfenster gegliedert.
Das Obergeschoss, welches durch einen Treppenturm auf der Hofseite erreichbar ist, ist hier durch aufwendiges Schmuckfachwerk ausgewiesen, das auf 21 reich skulptierten hölzernen Konsolen aufgelegt ist und mit geschweiften Andreaskreuzen in den Bereichen unter den Fenstern dekoriert ist. Besonders auffällig ist die Konsole über der spitzbogigen Eingangstür. Der als Kopf eines Fabeltieres ausgeprägte untere Teil hatte eine „geisterabwehrende“ Funktion.
Die steinernen Giebelwände tragen ein hohes Ziegeldach. Unter dem Walm des vorderen Giebels trägt ein kleines hölzernes Männchen die Last des Dachfirsts auf seinem Rücken.
Die mit dem Gebäude verbundene Remise stammt aus der Entstehungszeit. Ein an der Südseite in spätgotischen Formen angebautes Treppenhaus stammt aus den ersten Jahren des 20. Jahrhunderts.

## Museum Brüder Grimm-Haus Steinau

### Das Museum
Das ehemalige Amtshaus wurde gemeinsam von der Stadt Steinau und der Brüder Grimm-Gesellschaft, die ihren Sitz in Kassel hat, als Museum eingerichtet und 1998 unter der Bezeichnung Brüder Grimm-Haus Steinau eröffnet. Mittlerweile wurde in insgesamt 18 Räumen eine umfangreiche Ausstellung aufgebaut, die sich mit dem Leben, dem Werk und der Wirkung der Brüder Grimm beschäftigt. Deren Kindheit und Jugend in der Region steht im Mittelpunkt des Museumsangebotes.

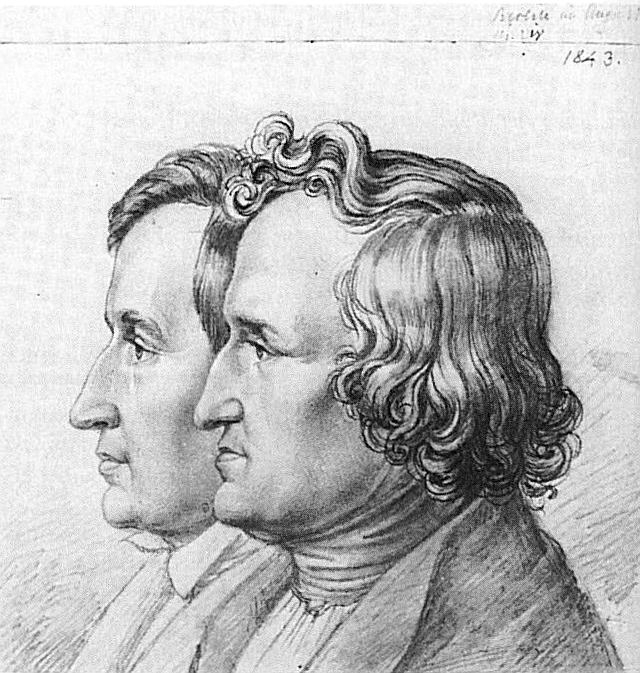
Jacob und Wilhelm Grimm; Bleistiftzeichnung von Ludwig Emil Grimm von 1843

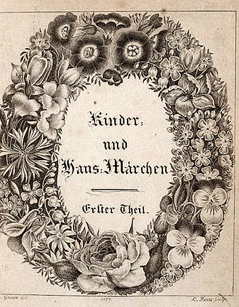
Grimms Märchen, illustriertes Titelblatt des ersten Bandes der zweiten Auflage von 1819

In den Ausstellungsräumen im Erdgeschoss ist die an Main und Kinzig verbrachte Kindheit und Jugend der Brüder Grimm dargestellt, wobei vor allem dreidimensionale Objekte gezeigt werden. Die Bedeutung der beiden Brüder als Sprach- und Literaturforscher wird einem weiteren Raum im Erdgeschoss durch Sprachkarten, Faksimiles mittelalterlicher Handschriften sowie zahlreiche Erstausgaben ihrer Werke vorgestellt.
Ein spezieller Raum im Erdgeschoss zeigt das künstlerische Werk des jüngeren Bruders der Brüder Grimm, dem Maler und Kupferstecher Ludwig Emil Grimm (1790–1863), der durch seine zahlreichen Porträts, Landschafts- und Genredarstellungen sowie auch durch seine Karikaturen einen wichtigen Beitrag zur hessischen Kunst des 19. Jahrhunderts geleistet hat. Ausgestellte Skizzenblätter vermitteln einen intimen Einblick in das Leben und Arbeiten der Grimms.
Das gesamte obere Geschoss des Brüder Grimm-Hauses Steinau ist den Kinder- und Hausmärchen gewidmet, dem berühmtesten Werk der Brüder Grimm, das Verbreitung in über 160 Sprachen auf der ganzen Welt gefunden hat. Neben ausgewähltem Gedrucktem und Abbildungen aller Art, fand hier u. a. auch eine 1,40 m große Kunststein-Skulptur von Hans Prasch (Bad Orb), das „Sterntaler“-Mädchen, aus dem namensgleichen Grimm-Märchen, einen bezugsreichen Aufstellungsort.
Dabei wird auch die internationale Überlieferungstradition der Märchen als volkstümliche „Dichtungen des Volkes“ dargestellt, wobei von den neapolitanischen Märchen von Giambattista Basile über die französischen Feenmärchen von Charles Perrault bis zu den Brüdern Grimm alle wichtigen europäischen Sammlungen in Erstausgaben und bildlichen Darstellungen gezeigt werden.
Die internationale Verflechtung der Märchen wird exemplarisch am Beispiel einzelner bekannter Märchen, wie Aschenputtel, Dornröschen oder Rotkäppchen, dargestellt. Eine besondere Rauminstallation behandelt das Märchen Der Mond und macht es auch sinnlich erfahrbar. Ein weiterer Raum steht speziell für Video- und Computeranimationen zur Verfügung.
Die Ausstellung im Brüder Grimm-Haus Steinau richtet sich sowohl an Kinder als auch an Erwachsene.
In unregelmäßigem Turnus finden auch Veranstaltungen, wie Erzählabende, sowie Kunst- und andere Sonderausstellungen statt. Unter anderem wurde im zehnten Jubiläumsjahr 2008 der vollständige „Grimm-Zyklus“ mit 39 Radierungen des bekannten britischen Künstlers David Hockney ausgestellt.
Leiter des Museums ist seit der Eröffnung 1998 der deutsche Kunsthistoriker Burkhard Kling, der bei der Museumskonzeption mitwirkte und der 2009 eine Neukonzeptionierung und Modernisierung der musealen Ausstellung vornahm.
2005 wurde direkt gegenüber vom Amtshaus, in der ehemaligen, mittlerweile sanierten und massiv ausgebauten Amtshofscheune das Museum Steinau …das Museum an der Straße eingerichtet und eröffnet, für das Kling ebenfalls die Leitung übernahm. Als Spezialmuseum präsentiert es außer der Stadt- und Regionalgeschichte vor allem das Thema Straße und Reisen sowie die Entwicklung des regionalen Töpferhandwerks, beinhaltet aber auch einige Exponate und Beiträge zur Familie Grimm.

### Auszeichnungen
Die beiden Steinauer Museen Brüder Grimm-Haus und Museum Steinau wurden unter anderem für „eine besonders gelungene Umsetzung eines Museumskonzeptes“ mit dem Museums-Förderpreis 2008 der Sparkassen-Kulturstiftung Hessen-Thüringen ausgezeichnet.

### Vergleichbare Einrichtungen
In Kassel befand das 1959 gegründete Brüder Grimm-Museum im Palais Bellevue. Es widmete sich dem Leben und Werk der Brüder Grimm mit dem Schwerpunkt der von ihnen gesammelten Kinder- und Hausmärchen. Im Zuge der konzeptionellen Neuausrichtung und des Baus der GRIMMWELT Kassel wurde es geschlossen.